# Elek Norbert
Elek Norbert (Körmend, 1977. március 27. –) magyar labdarúgó, hátvéd, a DVTK-ban gyakran szerepelt balhétvédként is. Jelenleg a Felsőtárkány játékosa.